# 千葉県歯科医師会
一般社団法人千葉県歯科医師会（ちばけんしかいしかい 英称 Chiba Dental Association）は、千葉県の歯科医師を会員とする法人。

## 本部所在地
- 〒261-0002 千葉県千葉市美浜区新港32-17

## 郡市歯科医師会
- 千葉市歯科医師会 〒261-0001 千葉市美浜区幸町1-3-9
- 習志野市歯科医師会
- 旭市歯科医師会
- 船橋歯科医師会
- 匝瑳市歯科医師会
- 茂原市長生郡歯科医師会
- 市川市歯科医師会
- 野田市歯科医師会
- 松戸歯科医師会
- 印旛郡市歯科医師会
- 市原市歯科医師会
- 君津木更津歯科医師会
- 安房歯科医師会
- 香取歯科医師会
- 夷隅郡市歯科医師会
- 山武郡市歯科医師会
- 柏歯科医師会
- 流山市歯科医師会
- 我孫子市歯科医師会
- 八千代市歯科医師会
- 浦安市歯科医師会